# 武田元繁
武田元繁（1467年—1517年11月11日），是日本战国时代的一名武将。

## 生平
武田元纲的嫡子，是安芸武田氏的第七代家督，安艺守护，别名元重。武田元繁的正室是大内义兴养女，后室则是尼子久幸的女儿。儿子武田光和。在《陰德記》中形容武田元繁是一名驍勇善戰的武将，並以中国古代的西楚霸王项羽來比喻，在有田中井手之戰中與毛利軍交戰中身亡。